# Смешанная сборная Республики Корея по кёрлингу
Смешанная сборная Республики Корея по кёрлингу — смешанная национальная сборная команда (составленная из двух мужчин и двух женщин), представляет Республику Корея на международных соревнованиях по кёрлингу. Управляющей организацией выступает Ассоциация кёрлинга Республики Кореи (кор. 한국의 컬링 협회 공화국, англ. Curling Association Republic of Korea).

## Результаты выступлений

### Чемпионаты мира
| Год  | М              | И              | В              | П              | Состав (скипы выделены) | Состав (скипы выделены) | Состав (скипы выделены) | Состав (скипы выделены) | Состав (скипы выделены) |
| Год  | М              | И              | В              | П              | Четвёртый               | Третий                  | Второй                  | Первый                  | Тренер                  |
| ---- | -------------- | -------------- | -------------- | -------------- | ----------------------- | ----------------------- | ----------------------- | ----------------------- | ----------------------- |
| 2015 | не участвовали | не участвовали | не участвовали | не участвовали | не участвовали          | не участвовали          | не участвовали          | не участвовали          | не участвовали          |
| 2016 | 4              | 12             | 7              | 5              | Ли Ги Бок               | Yeo Eunbyeol (в/с)      | Сон Ю Джин              | Ahn Jeongyeon           | Kim Kyungseog           |
| 2017 | 9              | 8              | 7              | 1              | Kim Chigu               | Ryu Yeongjoo (в/с)      | Jeon Jaeik              | Choi Sooyeon            | Kim Kyungseog           |
| 2018 | не участвовали | не участвовали | не участвовали | не участвовали | не участвовали          | не участвовали          | не участвовали          | не участвовали          | не участвовали          |
| 2019 | 4              | 11             | 7              | 4              | Сон Ю Джин              | Hyeji Jang              | Чон Джэ Ик              | Yujin Song              | Jaesung Ahn             |
| 2022 | 13             | 8              | 5              | 3              | Kim Dea-hyun            | Bang Yu-jin             | Kwon Ju-ni              | Kim Hae-jung            | Ли Дон Гон              |

(данные отсюда:)

### Зимние юношеские Олимпийские игры
| Год  | Место | Игры | Победы | Поражения |
| ---- | ----- | ---- | ------ | --------- |
| 2012 | 12    | 7    | 2      | 5         |
| 2016 | 10    | 7    | 3      | 4         |

(данные отсюда:)